# War Stories
War Stories è il terzo album discografico in studio degli Unkle, pubblicato nel 2007 dalla Surrender All.

## Il disco
Il disco è stato promosso da tre singoli: Burn My Shadow, Hold My Hand e Restless. Il video di Burn My Shadow è stato diretto da Miguel Sapochnik ed interpretato da Goran Višnjić.
La copertina del disco è un disegno del musicista 3D, membro dei Massive Attack.

## Utilizzi nei media
- Il brano Mayday è stato utilizzato nel videogioco Grand Theft Auto IV.
- Chemistry è usato nella versione strumentale nell'album del 2007 di Lupe Fiasco Lupe Fiasco's The Cool.
- La traccia When Things Explode è stata usata nel decimo episodio della prima stagione di Person of Interest.
- Burn My Shadow è stata usata nel film Repo Men.
- Hold my hand è stata usata nel film 21

## Tracce
1. "Intro" – 0:22
2. "Chemistry" – 3:22
3. "Hold My Hand" – 4:59
4. "Restless" (featuring Josh Homme) – 5:04
5. "Keys to the Kingdom" (featuring Gavin Clark) – 4:45
6. "Price You Pay" – 6:22
7. "Burn My Shadow" (featuring Ian Astbury) – 4:57
8. "Mayday" (featuring The Duke Spirit) – 3:18
9. "Persons & Machinery" (featuring Autolux) – 6:04
10. "Twilight" (featuring 3D) – 5:21
11. "Morning Rage" – 5:15
12. "Lawless" – 2:36
13. "Broken" (featuring Gavin Clark) – 4:42
14. "When Things Explode" (featuring Ian Astbury) – 5:32
15. "Tired of Sleeping" (hidden track) – 6:26